# Joseph Ivanovitch Bové
Pour les articles homonymes, voir Joseph Bovet (homonymie), Bovet, Joseph Bové, Bové et Beauvais (homonymie).
Joseph Ivanovitch Bové, parfois Bovet (О́сип Ива́нович Бове́), également connu sous le nom de Joseph Jean-Baptiste Charles de Beauvais, né à le 24 octobre 1784 à Saint-Pétersbourg et mort le 16 juin 1834 à Moscou, est un architecte néo-classique russe.

## Biographie
Certaines sources[Lesquelles ?] indiquent que Joseph Bové est le fils d'un peintre napolitain du nom de Vincenzo Giovanni Bova, venu travailler à Saint-Pétersbourg au chantier de l'Ermitage en 1782. Il francise son nom en Bovet, Bové, ou Beauvais, et Joseph naît deux ans plus tard, suivi de deux autres frères, Michel et Alexandre. La famille déménage ensuite à Moscou. Entre 1802 et 1807, Joseph suit des cours d'architecture, puis devient en 1807 assistant de Matveï Kazakov et de Carlo Rossi à Moscou et à Tver. Il est employé à des travaux de maintenance au kremlin[Lequel ?].
Il participe à la reconstruction et à la rénovation de Moscou après l'incendie de 1812 lors de l'occupation de Moscou par les troupes napoléoniennes. Il conçoit entre autres les plans du théâtre Bolchoï, la scène la plus prestigieuse de Moscou, construit en 1825, la reconstruction du kremlin, du Manège, du théâtre Maly et de l'aménagement du jardin Alexandre. Il supervise également la construction de l'actuel bâtiment du Théâtre académique de la jeunesse de Russie réalisé d'après le projet d'Aleksandre Elkinski (ru).
À la suite de la campagne de Russie par Napoléon, et de son occupation de Moscou le 14 septembre 1812, date de l'entrée de ses troupes dans la ville, un gigantesque incendie destiné à lui servir de piège, embrasa et dévasta alors Moscou. Dans l'impossibilité de poursuivre le tsar avec l'hiver 1812 qui commence, cet incendie causera la retraite de Russie, avec la longue marche de retour des armées de Napoléon.
Après la victoire de la Russie, l'heure vint de la reconstruction de Moscou en ruines. Une Commission de reconstruction de Moscou fut spécialement créée en 1817 sous la direction du grand architecte Joseph Jean-Baptiste Charles de Beauvais.

## Famille
Son petit-fils, le marquis Serge Serguéïevitch de Beauvais, né en 1843 à Saint-Pétersbourg, décédé à Paris, 1 rue Scribe, le 5 mai 1902, était marié à Sarah Alexandrovna Solovtzow. Il fut de 1895 à 1899, directeur général pour la France de la Société russe d'encouragement.